# Shalane Flanagan
Shalane Flanagan (Boulder (Colorado), Estados Unidos, 8 de julio de 1981) es una atleta estadounidense, especializada en la prueba de 10000 m en la que llegó a ser subcampeona olímpica en 2008. Ganó la maratón de Nueva York de 2017.

## Carrera deportiva
En los JJ. OO. de Pekín 2008 ganó la medalla de plata en los 10000 metros, con un tiempo de 30:22.22 segundos, llegando a la meta tras la etíope Tirunesh Dibaba que con 29:54.56 segundos batió el récord olímpico, y por delante de la keniana Linet Chepkwemoi Masai.